# 네이버 소프트웨어
네이버 소프트웨어는 네이버가 PC용 소프트웨어를 유통하기 위해 제작한 웹사이트이다. 대체 사이트로는 소프트다운타운 등이 있다.
2021년 8월 31일 서비스 종료되었다.

## 유의 사항
- 기업 사용자만을 위한 소프트웨어는 등록할 수 없다.
- 개발사는 직접 제작한 소프트웨어만 등록 신청할 수 있으며, 타인의 명의로 신청할 수 없다.
- 개발사는 소프트웨어의 날짜, 사용자 및 국가, 상업용 여부에 대해 표시해야한다.
- 개발사는 이용자가 쉽게 확인할 수 있도록 소프트웨어 내에 개발사의 상호, 대표자 성명, 연락처 정보를 표시하여야한다.
- 개발사는 이용자의 개인정보가 필요한 경우, 사전에 이용자에게 고지하고 동의를 받아야한다.[1]

### 등록 불가능한 소프트웨어
1. 바이러스 및 악성코드, 애드웨어 또는 이를 포함하는 소프트웨어
2. 서비스 성격에 맞지 않는 소프트웨어
3. 불법 행위에 해당하는 소프트웨어
4. 과도한 영리추구, 홍보성 소프트웨어
5. 음란 및 유해 요소를 포함하는 소프트웨어
6. 네이버 광고 또는 키워드를 조작하는 소프트웨어[2]
7. 서비스의 안정적 운영에 방해 될 정도로 많은 양의 정보를 등록하거나 광고성 정보를 게시
8. 스팸 메일 발송, 홍보 게시물 도배 등 기타 관계 법령이나 네이버 서비스 운영정책에 위배대는 기능이 포함